# فاق پله‌ای

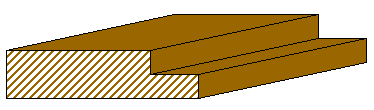
فاق پله‌ای

فاق پله‌ای (انگلیسی: Rabbet) دندانه‌ای به شکل L لاتین است که در لبهٔ چوب ایجاد می‌شود که با چوب دیگری با زاویهٔ و دندانهٔ سازگار چفت شده و اتصال پله‌ای را شکل می‌دهد. یکی ساده‌ترین راه‌های ایجاد اتصال پله‌ای استفاده از تیغ دوراهه مجهز به بلبرینگ است. تیغ‌های فاق پله‌ای با عرض و عمق دندانه‌ای که ایجاد می‌کنند دسته‌بندی می‌شوند. پرکاربردترین سایزها در این تیغ مدل‌های ۱۰ یا ۱۲ میلی‌متر هستند. اتصالات فاق پله‌ای در کابینت‌سازی برای ساخت کشو یا اتصال دوطرف کابینت به سمت فوقانی و نصب قسمت پشتی کابینت مورد استفاده قرار می‌گیرند.
فاق پله‌ای به‌صورت شیار یا فرورفتگی در لبهٔ یک قطعه از ماده‌ای قابل ماشین‌کاری—معمولاً چوب—ایجاد می‌شود. در نمای مقطع، فاق پله‌ای دو ضلع دارد و به لبه یا انتهای سطحی که در آن ایجاد شده، باز است.
نمونه‌ای از کاربرد فاق پله‌ای در میلهٔ نگهدارندهٔ شیشه است، جایی‌که برای جای‌گذاری شیشه و بتونه‌کاری به‌کار می‌رود. همچنین ممکن است لبهٔ تختهٔ پشتی یک کابینت را در خود جای دهد. از این فاق در چارچوب در و پنجرهٔ لنگه‌ای نیز استفاده می‌شود، و همچنین در تخته‌چینی به سبک shiplap. در قاب عکس، فاق پله‌ای ممکن است لبه‌های نامنظم یا ضعیف تابلو یا نگهدارنده‌اش را پنهان کند؛ در آثار گرافیکی و عکس‌ها نیز برای جای‌گیری پوشش محافظ شفاف استفاده می‌شود. فاق پله‌ای همچنین می‌تواند برای تشکیل اتصال با قطعه‌ای دیگر از چوب (که اغلب دارای یک فاق است) به‌کار رود.
اتصال‌های فاق پله‌ای ساخت آسانی دارند، اما از نظر استحکام به اندازهٔ برخی دیگر از اتصال‌ها مقاوم نیستند. برای افزایش استحکام کلی می‌توان از میخ یا پیچ بهره گرفت.

## روش‌ها
- استفاده از روتر (router) با تیغهٔ مستقیم یا تیغهٔ فاق‌بر (rebate bit)
- استفاده از رندهٔ فاق‌زن یا رندهٔ شانه‌ای (shoulder plane)
- اره گردبر با چندین مرحله برش (بسته به عرض و عمق فاق)
- Spindle moulder
- اره دم روباه همراه با اسکنه
- استفاده از ماشین کف‌رند مجهز به لبهٔ فاق‌زن (rabbet ledge)